# غاري تورنر (مؤدي عروض)
غاري تورنر (بالإنجليزية: Gary Turner)‏ هو مؤدي عروض ‏ بريطاني، ولد في 1971 في Caistor ‏ في المملكة المتحدة.